# Aetobatus narutobiei
Aetobatus narutobiei, comúnmente conocido como raya águila de Naru, es un pez cartilaginoso de la familia de los Aetobatidae (anteriormente de los milobátidos). Es una de las cinco especies sobreviviente de su género Aetobatus. Fue descrito por White, Furumitsu y Yamaguchi en 2013.

## Descripción

### Morfología
La anchura del disco de los recién nacidos es de 33 a 35 cm. Los machos alcanzan la madurez sexual con una anchura de disco de aproximadamente 80 cm. Las aletas pectorales de estas rayas están fusionadas con la cabeza, formando un disco en forma de diamante, cuya anchura supera la longitud.
La coloración del área dorsal es gris verdoso a parduzco, mientras que el área ventral es blanca.

### Genética
Esta especie estaba incluida en la taxonomía Aetobatus flagellum, pero se separó debió a diferencias genéticas, morfológicas y de área de distribución.

## Distribución y hábitat
La especie se distribuye en el océano Pacífico occidental, abarcado el sur de Japón, China, Corea y el este de Vietnam.
Se localiza en zonas costeras, a una profundidad de hasta aproximadamente 59 metros (194 pies).